# Bridgend
Bridgend (wal. Pen-y-bont ar Ogwr) – miasto w południowej Walii, siedziba administracyjna hrabstwa miejskiego Bridgend, położona 35 km na zachód od Cardiff. Liczba mieszkańców: 39 500.
W mieście znajduje się stacja kolejowa Bridgend.
W latach 1980–2020 znajdował się tu zakład produkcyjny silników spalinowych należący do koncernu motoryzacyjnego Ford Motor Company (Ford of Britain).

## Współpraca
- Langenau, Niemcy
- Villenave-d’Ornon, Francja